# 伊豆急ケーブルネットワーク
株式会社伊豆急ケーブルネットワーク（いずきゅうケーブルネットワーク、英: Izukyu Cable Network Co, Ltd.）は、静岡県熱海市に本社がある日本のケーブルテレビ放送局である。

## 概要
- 1985年（昭和60年）5月に設立。伊豆急行と同社の親会社である東急電鉄、東急ケーブルテレビジョンなどから出資を受けた[2]。
- その名前が示す通り、伊豆急沿線の静岡県熱海市と伊東市の市街地を除いた郊外地域・下田市の碁石が浜・東伊豆町の稲取地区を除いた地域と神奈川県湯河原町の南部をサービスエリアとしている。また南伊東ケーブルテレビや熱海ケーブルネットワークなどを取り込み業務エリアを拡大、本社も熱海市の旧熱海ケーブルネットワークの社屋へ移転している。2011年（平成23年）4月1日に東海美術印刷株式会社を吸収合併した。
- 各地の地域行政情報や観光情報や伊東温泉競輪場の実況中継（開催日のみ）などを提供する「いるかチャンネル」という自主製作チャンネルを展開している他、関東広域圏と静岡県域放送の各地上波テレビ局・BS・CS放送を配信している。
- 地上デジタル放送は2006年（平成18年）3月から湯河原、熱海、東伊豆町地区で開始。同年7月には伊東市の一部地域、翌2007年（平成19年）4月には伊東市のサービスエリアが拡大し、玖須美元和田・岡の一部及び川奈・吉田・富戸・萩・十足・池・八幡野・赤沢地域でも地上デジタル放送が開始された。2011年（平成23年）4月25日から熱海・伊東・東伊豆地区で日本テレビ、テレビ東京のデジタル放送の区域外再放送を開始。6月6日よりテレビ朝日のデジタル放送の再送信も開始された。TBSテレビ・フジテレビのデジタル放送の再送信は7月24日に開始。東京キー局の再送信は2014年7月24日までとなっていたが、何度か延長されている。しかし、日本テレビ・テレビ朝日・TBS・フジテレビについては県内に系列局[3]があることから同意を得られなかった為、東伊豆地区は2015年（平成27年）2月25日、熱海・伊東地区は2018年（平成30年）9月30日をもって再送信を終了、東京キー局で再送信を続けているのはテレビ東京のみである。その一方で、2012年（平成24年）11月1日には、東京メトロポリタンテレビジョン（TOKYO MX）の再送信を開始した。
- ケーブルテレビ以外にも企画・CM・広告などの制作、通信ネットワークやレンタルサーバーなどの事業も行なっている。
- 2014年（平成26年）秋に高速ブロードバンドサービスを強化する目的で、日本国内で初めてARRIS社の ARRIS E6000（TM）コンバージド・エッジルータ（ARRIS E6000 CER）を採用することが発表された（2014年7月31日）。
- 2014年10月8日、伊東市八幡野の国道135号線沿いに「IKC コミュニティステーション R135」（営業センター）を、それまで伊東市荻にあった伊東地区の事務所を閉鎖・移転させた形で開設。テレビ・インターネット・電話の各サービス加入窓口、またサービス加入者への万全サポートの拠点として、より地域に根ざした運営を開始した。
- 2014年12月26日に新キャラクター「いるっぴー」を発表した。これは、11月22日に開催された「IKCお客さま大感謝祭」においてキャラクターデザインを公表し、お客さまから愛称を募集した。約100通の応募の中から社内で選考を重ね、伊東市在住小学4年生の女児が考えた「いるっぴー」を採用することとした。「いるっぴー」は、いるかチャンネルやホームページなどさまざまな場面でIKCの新キャラクターとして活躍することになった。
- 2015年11月19日に宮城県気仙沼市に本社を置くケーブルテレビ事業者 気仙沼ケーブルネットワーク（K-NET）と、災害発生時などの各種支援を盛り込んだ「有事における相互協力に関する協定」を締結した。各社がサービスを行う地域で災害などが発生した際、被災した側の会社が事業継続と復旧が円滑にできるように支援するのが目的。復旧活動に必要な資材や作業員、情報を互いに提供するなどの基本事項を定めた。
- 2016年（平成28年）2月1日に同年4月の電力小売全面自由化に伴い、東急パワーサプライとの間で、電力サービスの販売面における業務提携を発表。IKCのサービスエリアを中心として、同社が展開する電力サービス「東急でんき」の加入受付を開始。
- 2016年3月5日にKDDI株式会社が提供する固定電話向けサービス「迷惑電話　光ってお知らせプラン」を開始。これは、固定電話に着信した電話番号が迷惑電話であるかどうかを判定し、専用機器のランプの色で危険度をお知らせし、危険度が高いと判別した電話を自動で着信拒否するサービスである。
- 自主制作番組としては1987年（昭和62年）10月に放送を開始し、テレビ神奈川（tvk）・千葉テレビ放送（チバテレ）・テレビ埼玉（テレ玉）、周辺地域のケーブルテレビ局でも放送している「いい伊豆みつけた」が30年を超える長寿番組となっている。また2016年（平成28年）4月には、IKCが次なる看板番組としている[要出典]「見聞まま」（みきまま）の放送を開始。これは、地域に住む人々の「飾らない普段着な今」を見たまま・聞いたまま（見聞まま）紹介する完全アポイントなしのインタビュー番組であった。

## 沿革
- 1985年（昭和60年）5月 - 会社設立。
- 1986年（昭和61年）
  - 8月 - 静岡県、伊東市、下田市、東伊豆町、河津町、南伊豆町、株式会社東急ケーブルテレビジョン、株式会社伊豆新聞本社が株主となる。光ケーブル敷設工事着工。
  - 12月 - 伊東〜下田間の光ケーブル敷設工事及びセンター設備の工事が完了。CATV試験放送開始（伊豆急行線主要5駅にモニターテレビを設置）。
- 1987年（昭和62年）
  - 3月 - 伊東〜熱海間の光ケーブル敷設工事が完了しCATV試験放送を開始。
  - 10月 - 伊豆急碁石ヶ浜別荘地内難視聴型CATVの営業開始。
- 1988年（昭和63年）
  - 3月 - 静岡県伊豆振興センター、静岡県熱海振興センターと共同主催及び伊豆東海岸3市3町、関係諸団体各社の後援、協力により当社光ケーブルを利用しニューメディア高速通信モデル実験「伊豆東海岸多元テレビ会議」の生放送を実施。
  - 4月 - 熱川地区、蓮台寺地区で有線テレビジョン放送の営業開始。
  - 7月 - 南伊東地区で有線テレビジョン放送の営業開始。
  - 10月 - 河津地区、下田地区で有線テレビジョン放送の営業開始。東伊豆町城東地区（奈良本・片瀬・大川）で営業開始。
  - 12月 - 熱海地区で有線テレビジョン放送の営業開始。
- 1989年（平成元年）
  - 2月 - 静岡県伊豆振興センター、静岡県熱海振興センターと共同主催及び伊豆東海岸3市3町、関係諸団体各社の後援、協力により当社光ケーブルを利用し熱海駅、伊東駅及び伊豆急下田駅にモニターを設置し、伊豆高原放送センターより観光客に最新の情報を提供する「観光情報提供高度化実験」行う。
  - 4月 - 熱海市が株主となる。
  - 6月 - 伊東市八幡野地区難視聴CATV施設 営業開始。
- 1990年（平成2年）
  - 9月 - 東伊豆町大川地区難視聴CATV 営業開始。
  - 12月 - 東伊豆町北川地区難視聴CATV 営業開始。
- 1991年（平成3年）
  - 1月 - 東伊豆町白田地区難視聴CATV 営業開始。
  - 7月 - イベント業務開始。
- 1992年（平成4年）11月 - 旧南伊東ケーブルテレビ株式会社と合併。
- 1994年（平成6年）10月 - 浜松アクトシティ会場にて全国ニューメディア祭イベント参加。10月20日〜23日迄（ニューメディア双方向実験放送）
- 1996年（平成8年）3月 - 第1種電気通信事業の許可証を受領。
- 1997年（平成9年）
  - 4月 - 日本テレコム、静岡銀行、日立製作所、宮崎電線工業、伊東アンテナ協会、伊豆急メンテナンス、伊豆急コミュニティーが株主となる。
  - 5月 - 熱海市泉地区に有線テレビ網構築、営業開始。
  - 7月 - 伊東市大室高原地区に有線テレビ網構築、営業開始。株式会社熱海ケーブルネットワークのCATV施設を購入。
  - 8月 - 本社営業所を熱海市に移転。
- 1998年（平成10年）
  - 1月 - 伊豆高原スタジオを撤収し、熱海スタジオに集約。
  - 4月 - 通信事業業務エリア拡大（熱海市から南伊豆町までのエリアに加え、神奈川県湯河原町、真鶴町までエリア拡大）。インターネット接続事業（プロバイダー）開始。
  - 6月 - 湯河原町（第1期）に双方向有線テレビ網構築、CATV及びCATVインターネットの営業開始。
- 1999年（平成11年）
  - 7月 - 湯河原町（第2期）に双方向有線テレビ網構築、CATV及びCATVインターネットの営業開始。
  - 8月 - 白田湯ヶ丘地区に双方向有線テレビ網構築、営業開始。
  - 12月 - 熱海地区の一部、伊東地区の一部（池）、奈良本地区一部に双方向有線テレビ網構築、営業開始。
- 2001年（平成13年）3月 - IKC熱海ビル3階に本社機能を移転。
- 2002年（平成14年）3月 - 伊東市荻に伊東営業所を新築。
- 2003年（平成15年）3月 - 熱海市街地に双方向有線テレビ網構築、営業開始。
- 2004年（平成16年）
  - 1月 - インターネットADSL接続サービスBbizu営業開始。東伊豆町の一部に双方向CATV網構築、営業開始。
  - 2月 - 熱海市網代、多賀地区に双方向CATV網構築、営業開始。
- 2006年（平成18年）
  - 3月 - 地上デジタルテレビ放送開始。（湯河原、熱海、東伊豆町地区）
  - 7月 - 地上デジタルテレビ放送開始。（伊東市の一部地域）
- 2007年（平成19年）
  - 4月 - 伊東市の地上デジタルテレビ放送エリアが拡大。（玖須美元和田、岡の一部及び、川奈、吉田、富戸、荻、十足、池、八幡野、赤沢地域）
  - 7月 - CSデジタルテレビ放送開始と同時に、CSデジタルハイビジョン放送サービスを開始。
- 2010年（平成22年）4月 - 自主放送デジタルハイビジョンサービス開始。
- 2011年（平成23年）4月 - 東海美術印刷株式会社を吸収合併。一般建設業（電気通信工事業）の許可証を受領。
- 2014年（平成26年）
  - 6月 - 同年12月の固定電話サービス開始を発表。
  - 8月 - テレビサービスにおけるHDチャンネル増加。
  - 10月 - インターネット高速サービス提供開始。
  - 12月 - ケーブルテレビプラス電話提供開始（伊東地区）。
- 2015年（平成27年）3月 - ケーブルテレビプラス電話提供開始（東伊豆、熱海、湯河原地区）。
- 2016年（平成28年）
  - 2月 - 2016年4月より東急パワーサプライが展開する電力サービス（東急でんき）の代理販売（受付）を開始。
  - 3月 - KDDI株式会社が提供する固定電話向けサービス「迷惑電話　光ってお知らせプラン」を開始。
  - 4月 - 様々な端末で見られる映像配信サービス「mil plus（みるプラス）」を開始。
- 2018年（平成30年）5月 - IoTを活用したスマートホームサービス「インテリジェントホーム」サービスの提供開始。
- 2024年（令和6年）4月1日 - イッツ・コミュニケーションズが発行株式の61.5％を取得し子会社化[4]。

## サービスエリア
- 静岡県
  - 熱海市、伊東市、賀茂郡東伊豆町
- 神奈川県
  - 足柄下郡湯河原町

## 主な放送チャンネル

### 地上波系列別再送信局
|                  | NHK-G           | NHK-E   | NNN / NNS      | ANN            | JNN       | TXN        | FNN / FNS  | JAITS        |
| ---------------- | --------------- | ------- | -------------- | -------------- | --------- | ---------- | ---------- | ------------ |
| 熱海 伊東 東伊豆 | NHK静岡 NHK東京 | NHK静岡 | 静岡第一テレビ | 静岡朝日テレビ | 静岡放送  | テレビ東京 | テレビ静岡 | TOKYO MX tvk |
| 湯河原           | NHK東京         | NHK東京 | 日本テレビ     | テレビ朝日     | TBSテレビ | テレビ東京 | フジテレビ | TOKYO MX tvk |

### テレビ局
- 2025年（令和7年）1月現在。
- 地上デジタル放送は地域により提供されていない場合がある。
- 太字のCS放送チャンネルは、ハイビジョンチャンネルである。

| デジタル         | デジタル | 放送局                                            |
| 熱海 伊東 東伊豆 | 湯河原   | 放送局                                            |
| ---------------- | -------- | ------------------------------------------------- |
| D011             |          | NHK静岡総合                                       |
| D011-1           | D011     | NHK東京総合                                       |
| D021             |          | NHK静岡教育                                       |
|                  | D021     | NHK東京教育                                       |
| D031             | D031     | tvk                                               |
| D041             |          | 静岡第一テレビ                                    |
|                  | D041     | 日本テレビ                                        |
| D051             |          | 静岡朝日テレビ                                    |
|                  | D051     | テレビ朝日                                        |
| D061             |          | 静岡放送                                          |
|                  | D061     | TBSテレビ                                         |
| D071             | D071     | テレビ東京                                        |
| D081             |          | テレビ静岡                                        |
|                  | D081     | フジテレビ                                        |
| D091             | D091     | TOKYO MX                                          |
| D121             | D121     | いるかチャンネル1 （基本チャンネル）              |
| D122             | D122     | いるかチャンネル2 （別番組チャンネル）            |
| BS101            | BS101    | NHK BS                                            |
| BS141            | BS141    | BS日テレ                                          |
| BS151            | BS151    | BS朝日                                            |
| BS161            | BS161    | BS-TBS                                            |
| BS171            | BS171    | BSテレ東                                          |
| BS181            | BS181    | BSフジ                                            |
| BS191            | BS191    | WOWOW プライム                                    |
| BS192            | BS192    | WOWOW ライブ                                      |
| BS193            | BS193    | WOWOW シネマ                                      |
| BS200            | BS200    | BS10                                              |
| BS201            | BS201    | BS10スターチャンネル                              |
| BS211            | BS211    | BS11                                              |
| BS222            | BS222    | TwellV                                            |
| BS231            | BS231    | 放送大学テレビ                                    |
| BS234            | BS234    | グリーンチャンネル                                |
| BS236            | BS236    | BSアニマックス                                    |
| BS242            | BS242    | J SPORTS 1                                        |
| BS243            | BS243    | J SPORTS 2                                        |
| BS244            | BS244    | J SPORTS 3                                        |
| BS245            | BS245    | J SPORTS 4                                        |
| BS251            | BS251    | BS釣りビジョン                                    |
| BS252            | BS252    | WOWOWプラス                                       |
| BS255            | BS255    | 日本映画専門チャンネル                            |
| BS256            | BS256    | ディズニー・チャンネル                            |
| BS260            | BS260    | J:COM BS                                          |
| BS265            | BS265    | BSよしもと                                        |
| BS531            | BS531    | 放送大学ラジオ                                    |
| BS4K101          | BS4K101  | NHK BSプレミアム4K                                |
| BS4K141          | BS4K141  | BS日テレ 4K                                       |
| BS4K151          | BS4K151  | BS朝日 4K                                         |
| BS4K161          | BS4K161  | BS-TBS 4K                                         |
| BS4K171          | BS4K171  | BSテレ東 4K                                       |
| BS4K181          | BS4K181  | BSフジ 4K                                         |
| BS4K211          | BS4K211  | ショップチャンネル 4K                             |
| BS4K221          | BS4K221  | 4K QVC                                            |
| C121             | C121     | ディスカバリーチャンネル                          |
| C122             | C122     | ムービープラス                                    |
| C123             | C123     | 女性チャンネル♪LaLa TV                            |
| C124             | C124     | スーパー!ドラマTV                                 |
| C125             | C125     | 日本映画専門チャンネル                            |
| C126             | C126     | アジアドラマチックTV（アジドラ）                  |
| C127             | C127     | 衛星劇場                                          |
| C131             | C131     | Dlife                                             |
| C132             | C132     | J SPORTS 4                                        |
| C134             | C134     | ヒストリーチャンネル 日本・世界の歴史&エンタメ    |
| C135             | C135     | チャンネル銀河 歴史ドラマ・サスペンス・日本のうた |
| C136             | C136     | テレ朝チャンネル1                                 |
| C137             | C137     | フジテレビNEXT ライブ・プレミアム                 |
| C138             | C138     | フジテレビONE スポーツ・バラエティ                |
| C139             | C139     | フジテレビTWO ドラマ・アニメ                      |
| C142             | C142     | ナショナル ジオグラフィック                       |
| C143             | C143     | 旅チャンネル                                      |
| C145             | C145     | 釣りビジョン                                      |
| C146             | C146     | GAORA SPORTS                                      |
| C147             | C147     | スカイA                                           |
| C148             | C148     | アクションチャンネル                              |
| C149             | C149     | アニマックス                                      |
| C150             | C150     | MTV                                               |
| C156             | C156     | 音楽・ライブ! スペースシャワーTV                  |
| C157             | C157     | ファミリー劇場                                    |
| C158             | C158     | J SPORTS 3                                        |
| C159             | C159     | 時代劇専門チャンネル                              |
| C162             | C162     | MUSIC ON! TV（エムオン!）                         |
| C163             | C163     | キッズステーション テレビアニメ・劇場版・OVA      |
| C166             | C166     | 日テレジータス                                    |
| C167             | C167     | ゴルフネットワーク                                |
| C168             | C168     | J SPORTS 1                                        |
| C169             | C169     | J SPORTS 2                                        |
| C188             | C188     | テレ朝チャンネル2                                 |
| C196             | C196     | 囲碁・将棋チャンネル                              |
| C222             | C222     | 映画・チャンネルNECO                              |
| C223             | C223     | V☆パラダイス                                      |
| C225             | C225     | 東映チャンネル                                    |
| C236             | C236     | アニマルプラネット                                |
| C250             | C250     | CNNj                                              |
| C251             | C251     | 日経CNBC                                          |
| C252             | C252     | 日テレNEWS24                                      |
| C264             | C264     | 歌謡ポップスチャンネル                            |
| C271             | C271     | ショップチャンネル                                |
| C272             | C272     | QVC（キューヴィーシー）                           |
| C280             | C280     | MONDO TV                                          |
| C285             | C285     | グリーンチャンネル                                |
| C286             | C286     | グリーンチャンネル2                               |

- デジタルTVは日本デジタル配信を使用している。
- 地上デジタル放送はパススルー方式での送信のため、地上デジタル対応テレビであれば視聴可能（東京キー局デジタル波も含む）
- 東京キー局（日本テレビ・テレビ朝日・TBS・フジテレビ）の静岡地区での区域外再放送は何度か期限が更新されてきたが、東伊豆地区は2015年2月25日をもって、熱海・伊東地区は、2018年9月30日をもって放送終了した。
- 2015年3月12日まではCVA（伊東市地区のみ）・ハイキャット（東伊豆町地区のみ）はデジアナ変換のみの配信となっていたが、デジアナ変換終了に伴い同日からCVAの一部番組がデジタル122chで放送を開始した。ハイキャットは同日をもって放送を終了した。
- デジアナ変換は2011年7月24日 12:00のアナログ終了後に開始。2015年3月12日をもって終了した。

## 湯河原地区以外での東京キー局デジタル放送の区域外再放送
- 以前から伊豆半島はテレビの難視聴地域であり、ケーブルテレビ加入や共同アンテナ設置が必至であった。静岡各局も伊豆半島各地に中継局を設置しているが、地形上の都合でエリアを十分にカバー出来ない。地上アナログ放送ではメインチャンネル（1ch - 12ch）を東京タワーからの区域外再放送で対応していた（静岡波もUHFチャンネルで対応していた。）。地上アナログ放送が2011年7月24日 12:00に終了したため東京キー局アナログ放送の区域外再放送は終了し、即座に静岡県域局のデジアナ変換に切り替わった。デジタル放送では原則として県内のテレビ局を放送することになっているので、ケーブルテレビでの2006年3月のデジタル放送開始時は東京キー局の再放送は行われなかった（テレビ神奈川は以前よりデジタル放送の再放送を実施し、デジアナ変換による再放送も継続している。）。
- 東京キー局各局と協議を行った結果、激変緩和措置（2014年7月24日まで）として東京波の地上デジタル放送での区域外再放送を行うようになった。2011年4月25日に東京キー局2局（日本テレビ・テレビ東京）、同月6日にはテレビ朝日、他の東京キー局2局（TBSテレビ・フジテレビ）の再放送は7月24日にそれぞれ開始。他ケーブルテレビ局は2014年（平成26年）7月24日以降の再放送は県内に系列局の無いテレビ東京の協議のみとなっているが、長らく視聴してきたIKCの放送エリアでは東京キー局5局の必要性を十分認識し各局と協議した結果、2014年7月24日以降も引き続き再放送を継続することが決定した。当初は熱海・伊東地区での視聴期限を2015年（平成27年）3月31日まで延長することとなっていたが、2016年（平成28年）3月31日までに再延長され、さらに2017年（平成29年）3月31日までに三度延長され、現時点では2018年（平成30年）3月31日までに再び延長された。しかし東京キー局4局（日本テレビ・テレビ朝日・TBS・フジテレビ）については県内に系列局があり、同様のサービスを実施している理由から同意を得られなかった為、2018年9月30日をもって区域外再放送が終了した。テレビ東京・tvk・TOKYO MXの区域外再放送は10月1日以降も継続される予定である[6]。
- 県内に系列局のないテレビ東京は2023年3月31日までの限定だったが、協議の末、2026年（令和8年）3月31日まで再放送される。
- 東伊豆地区は2015年2月25日をもって、東京キー局（日本テレビ・テレビ朝日・TBSテレビ・フジテレビ）の再放送が終了した。
- TOKYO MXの再放送は熱海・湯河原地区のみアナログ放送終了まで再放送していた。デジタル放送では当初再放送されていなかったがTOKYO MXと協議し同意が得られた為、熱海・伊東・東伊豆・湯河原地区で2012年（平成24年）11月1日 12:00より再放送を開始した。
- NHK東京総合・tvk・TOKYO MXは2014年7月24日以降も再放送を継続している。
- NHK東京EテレはNHK静岡Eテレと番組内容が同様の為、2014年6月2日をもって熱海・伊東・東伊豆地区での再放送を終了した[7]。

## いるかチャンネル（コミュニティチャンネル）
- いるかチャンネルは主にローカルニュースをはじめ、観光地らしい名所・名産品紹介番組・行政情報などを放送。中でも「いい伊豆みつけた」は、長寿番組で他のCATV局のコミュニティチャンネルやtvk・チバテレ・テレ玉・旅チャンネル・YouTubeにも配信されており、最後にマスコットのイルカのマークが映ることもある。かつてはTOKYO MX・テレビ山梨・静岡朝日テレビでも放送されていた。TOKYO MXは2000年頃、テレビ山梨は2008年3月、静岡朝日テレビは2011年3月に打ち切られた。
- 他ケーブルテレビ局や他社制作の番組も多く放送する。
- いるかチャンネルはデジタル121ch（いるかチャンネル1・リモコンID12）と122ch（いるかチャンネル2）｛共に番組内容は別｝を放送している。アナログ5chはデジタル121chの内容を放送していた。
- 2006年3月の地上デジタル放送開始時、デジタルチャンネルではアナログチャンネルをそのままの比率と画質で放送していたが2010年4月5日よりデジタルチャンネルにおいてハイビジョンでの放送を開始。ハイビジョン化当初は121chのみハイビジョン画質であったが、2014年4月1日より122chもハイビジョン化された。L字画面（観光案内や臨時ニュース表示時）はデジタル放送開始時から長らく4:3比率のままであったが、2014年4月頃に16:9に引き延ばして放送するようになった。その後、同年6月20日に放送機器が更新され、ハイビジョン化された。 
  - 2010年4月5日からデジタルチャンネルのハイビジョン化のためアナログチャンネルでは全ての番組で常時レターボックスで放送されていた。
- 2014年6月20日の放送開始後から、デジタル121chのみ朝、夕の時間帯に時刻出しが常時表示されるようになった。
- 2016年4月頃より、一部時間帯でチャンネルロゴ表示の表示を開始した。
- 防災無線からの情報があった場合、121chのみL字画面下部に放送と同じ内容が文字スクロールで表示されるようになっている（熱海・伊東地区で確認。東伊豆・湯河原地区は未確認）。
- 伊東市にはケーブルテレビ局が他に3社あり、いるかチャンネルをIKC契約世帯の他、伊東アンテナ協会でも配信している。伊東テレビクラブと東豆有線はデジタル12chはシーブイエー（CVA）を配信している関係で、アナログ5chで配信していたデジアナ変換措置が終了した2015年3月12日からCVA122ch（CVAバラエティ）でIKCの番組の放送を開始した（ただし、QVCテレビショッピングはショップチャンネルに差し替え・）。
- IKCではCVAをアナログ2chとして配信されていたが、同様の理由で2015年3月12日よりCVAの一部番組がIKC122ch（いるかチャンネル2）で放送を開始した。現在は全体の約4割程度の放送となっており、CVA制作枠の放送時間拡大やCVAを別チャンネルに移行する予定は出ていない。
  - CVAの放送開始に伴い、122chでも時刻表示とウォーターマークの表示を開始した。（CVAの番組放送時のみ）
- 2016年4月4日に「見聞まま」（みきまま）を放送開始。地域に住む人々の「飾らない普段着な今」を見たまま・聞いたまま（見聞まま）紹介する完全アポイントなしのインタビュー番組であり、いるかチャンネルの看板番組としての放送となる。

### いるかチャンネルでの自主制作番組
※[HD]はハイビジョン制作。
- IKCネットワークニュース（毎日 18:00 - 18:20〔生〕・再放送あり）  [HD]
- お天気情報（月〜金 18:28 - 18:30・再放送あり） ウェザーニューズ提供。
- いい伊豆みつけた（毎日 7:55 - 8:25 ・再放送あり） [HD]
- 完全アポなし 撮って出しTV! 見聞まま （毎日 9:30 - 9:45・再放送あり）　[HD]　2016年（平成28年）4月4日放送開始。「完全アポなし 撮って出しTV!」をキャッチフレーズに地域に住む人々に突撃インタビュー。人々の「飾らない普段着な今」を見たまま・聞いたまま（見聞まま）紹介する人情物語であり、いるかチャンネルの看板番組として放送される。
- まる勝通信（月〜土 18:30 - 18:45・再放送あり） [HD]
- インフォマーシャル（伊豆東海岸のレジャー施設の紹介などを中心に放送。再放送あり） [HD]
- もじナビ。 （毎日 10:00 - 10:30・再放送あり） [HD]
- お悔やみ情報（毎日 7:50 - 7:55・再放送あり） [HD]
- IKCウィークリースペシャル （土、日 10:00 - 12:00・再放送あり） [HD]
- 伊東温泉競輪レースダイジェスト （開催日 20:30 - 21:00・再放送あり） [HD]
- 伊東温泉競輪 最終3レース実況生中継 （通常開催時 14:00 - 17:00、ナイター開催時 19:00 - 21:00〔生〕） [HD]

他 市町村のお知らせなど、様々な番組を放送している。

### 過去の自主制作番組
- 伊豆半島〜ク（2014年9月29日 - 2015年頃）
- IKCリポート
- ゴルフ場・会員権情報
- 週末バラエティー いるか王国
- チーフと遊ぼう（1998年3月 - 終了時期不明）
- そーだら伊東5ch
- わくわく情報パラダイス
- 伊豆半島道路情報 （2014年頃 - 2018年3月）

### いるかチャンネルで放送される他ケーブルテレビ局・他社制作番組
※[HD]ハイビジョン制作。

#### シーブイエー制作の番組
2015年（平成27年）3月12日以降、122chで放送開始。伊東市地区のみの放送となる。
- NEWS-ITO 20XX（毎日 18:00 - 18:28〔生〕・再放送あり） [HD]
- NEWS-WEEKLY（土曜 18:00 - 18:28・再放送あり） [HD]
- 週末ワイドもぎたて生テレビ（土曜 15:00 - 16:00〔生〕・再放送あり） [HD]
- グッチ&ウッチーのぐるぐるワンダーランド ぐうなみ!（毎日 16:30 - 17:00・再放送なし） [HD]
- ふれあい広場（月〜金 11:00 - 12:00・再放送あり） [HD]
- 市役所からのお知らせ （毎日 9:00 - 9:15・再放送あり） [HD]
- いいとこみつけた! （毎日 9:15 - 9:30・再放送あり） [HD]
- もぎたてリポート（日〜金 10:45 - 11:00、土 10:45 - 11:15・再放送あり）[HD]
- オレンジちゃんねる～Usami元気! （毎日 12:00 - 12:10・再放送なし） [HD]
- 見てネット（毎日 10:30 - 10:40・土曜日のみ再放送なし） [HD]
- 観光情報「花と海といでゆの街・伊東」（土 11:30 - 12:00・再放送あり） [HD]
- 伊豆東海岸情報カメラ（毎日 6:58 - 7:00・再放送あり） [HD]
- 伊東温泉けいりんダイジェスト（開催日 20:30 - 21:00・再放送あり）未開催日はグッチー&ウッチーのぐるぐるワンダーランド ぐうなみ!を放送。 [HD]
- 按針祭海の花火大会生中継 （2012年からCVAと共同制作） [HD]   2014年（平成26年）までは121chで放送。

#### TOKAIケーブルネットワーク制作の番組
- MUSIC PARTY（土・日 14:00 - 15:00・再放送なし） [HD]

#### トコちゃんねる静岡制作の番組
- 駿河・相模・甲斐・信濃 歴史探訪（火 21:00 - 21:30・再放送なし） [HD]

#### 横浜ケーブルビジョン制作の番組
- かながわ らく楽ウォーキング（月 21:00 - 21:30・再放送なし） [HD]

#### 厚木伊勢原ケーブルネットワーク
- 神奈中バスで移動中！（金 21:00 - 21:30・再放送なし） [HD]

#### 旅チャンネル制作の番組
- 大好き！野天湯（木 21:00 - 21:30・再放送なし） [HD]

#### 他社制作番組
- weather news（ウェザーニューズ制作。ウェザーニューズをサイマル放送）
- QVCテレビショッピング （QVC制作。QVCをサイマル放送） [HD]

他 多数の他ケーブルテレビ局・他社制作番組などを放送している。

### 過去に放送した他ケーブルテレビ局・他社制作番組
- WEL COME マイガーデン
- 横浜の気になるあの店
- Go!Go!Bellmare（湘南ケーブルネットワーク制作）
- Lunch@Yokohama（横浜ケーブルビジョン制作）
- だめんずキッチン（中讃ケーブルビジョン制作）
- PONiTSショッピング（イッツ・コミュニケーションズ制作）
- MALL OF TV（株式会社モール・オブ・ティーヴィー制作）

他に朝日ニュースターをサイマル放送したこともある。

### IKCアナウンサー
現在
- 関茉林（せき まりん）
- 林桃子（はやし ももこ）
- 森彩美（もり あみ）
- 望月結衣（もちづき ゆい）

過去
- 猪野又紀子
- 太田まなみ
- 高田梨加
- 高橋可苗
- 佐々木有花
- 大川裕
- 大澤美果
- 森亜貴子
- 青木李佳
- 丹野晃枝
- 小山弥乃吏 (こやまみのり)
- 小鳥遊ことり（たかなしことり）
- 吉井佐和